# Jacob Dissius
Jacob Abrahamsz. Dissius (1653-1695) fue un tipógrafo e impresor neerlandés. Es más conocido por ser coleccionista de arte y por sus vínculos con Johannes Vermeer. Su colección incluye 21 obras de Vermeer (entre ellas: La lechera, Retrato de una mujer joven, Muchacha dormida, La tasadora de perlas y La lección de música). En 1680 se casó con Madgdalena, hija y única heredera del principal mecenas de Vermeer, Pieter van Ruijven. Dissius murió en 1695 y su colección fue subastada en Ámsterdam el siguiente año.

## Biografía
Jacob Dissius, hijo de Maria Cloeting y el impresor Abraham Dissius, fue bautizado el 23 de noviembre de 1653 en Delft. Se casó con Magdalena Pieters van Ruijven, hija de Pieter van Ruijven, nacida en 1655. El suegro de Dissius era uno de los ciudadanos más ricos de Delft, y se convirtió en mecenas de Vermeer. Ella heredó el dinero de su padre y la colección de arte tras la muerte de su madre en 1681. Cuando murió sin descendencia en 1682, Jacob heredó su colección de pinturas de Vermeer y otras obras de arte. Fue dueño del "Golden ABC" ("Het Gulden ABC"), una imprenta en la plaza del mercado de Delft.
Jacob Dissius murió en octubre de 1695 (fue enterrado el 14 de octubre), y su colección de arte se vendió el 16 de mayo de 1696 por el comerciante de arte Gerard Houet en Ámsterdam.

## Colección de arte
Existen tres documentos cruciales para reconstruir la colección de arte de Jacob Dissius: el inventario de sus bienes en abril de 1683, tras la muerte de sus suegros y su esposa; un documento que enumera la división de esta herencia entre Jacob y su padre Abraham Dissius, que pasó a manos de Jacob tras la muerte de su padre en 1694; y la lista de la subasta de su colección tras su muerte en octubre de 1695.

### Jan Vermeer
De las 21 pinturas de Vermeer en la subasta de Dissius en 1696, 15 se suelen asociar a obras conocidas, y las otras 6 se han perdido o están sin identificar.

#### Obras identificadas
- Muchacha dormida
- Militar y muchacha riendo
- La callejuela
- La tasadora de perlas
- La lechera
- Vista de Delft
- La encajera
- La muchacha del collar de perlas
- Dama en amarillo escribiendo
- Mujer sentada tocando la espineta
- Dama con dos caballeros
- La lección de música interrumpida o El concierto
- La guitarrista
- Señora y criada o Muchacha leyendo una carta
- La lección de música

#### Obras de Vermeer consideradas perdidas o sin identificar
- Retrato de Vermeer con varios accesorios (se cree que puede ser El arte de la pintura)
- Señor lavándose las manos
- Vista de una casa en Delft
- Un tronie con un vestido antiguo (se cree que puede ser Muchacha con sombrero rojo) y otros dos tronies (quizás Retrato de una mujer joven y La joven de la perla)

### Otros
- Un paisaje marino de Jan Porcellis
- Cuatro paisajes de Simon de Vlieger
- Tres pinturas de iglesias de Emanuel de Witte
- Un tronie de Rembrandt
- Un retrato de Erasmus